# George Williams (futbolista)
George Christopher Williams (Milton Keynes, Inglaterra; 7 de septiembre de 1995) es un futbolista galés. Juega de delantero y su equipo actual es el Grimsby Town de la Football League Two de Inglaterra.
Es internacional absoluto con la selección de Gales desde el 2014.

## Trayectoria

### Milton Keynes Dons
El 12 de noviembre de 2011 Williams hizo su debut en la Copa FA ante el Nantwich Town, en ese encuentro anotó su primer gol, convirtiéndose con 16 años, dos meses y cinco días, en el jugador más joven en anotar por el club.

### Fulham
El 14 de junio de 2012, Williams fichó por el Fulham de la Premier League.

#### Préstamos
El 16 de febrero de 2015, Williams fue enviado a préstamo al Milton Keynes Dons de la League One por el resto de la temporada.
El 12 de febrero de 2016 fue enviado a préstamo al Gillingham, también de la League One, por el resto de la temporada 2015-16.
A comienzos de la temporada 2016-17, regresó al Milton Keynes Dons en calidad de cedido.
El 31 de enero de 2018 fue enviado a préstamo al St. Johnstone de la Scottish Premiership por toda la temporada.

### Forest Green Rovers
El 12 de junio de 2018, Williams fichó por el Forest Green Rovers de la League Two. Anotó su primer gol para el club el 4 de septiembre de 2018, al Cheltenham Town en la victoria 4-0 por el EFL Trophy.

### Grimsby Town
El 13 de agosto de 2020, Williams firmó un contrato por dos años con el Grimsby Town de la League Two.

## Selección nacional
Williams puede representar a Gales a nivel internacional, ya que su madre es galesa.
Fue internacional a nivel juvenil por Gales, y debutó por la selección adulta en 2014 contra Países Bajos. Ha jugado 7 encuentros entre 2014 y 2016.

## Clubes
| Club                        | País       | Año           |
| --------------------------- | ---------- | ------------- |
| Milton Keynes Dons          | Inglaterra | 2011 - 2012   |
| Fulham                      | Inglaterra | 2012 - 2018   |
| Milton Keynes Dons (cedido) | Inglaterra | 2015          |
| Gillingham (cedido)         | Inglaterra | 2016          |
| Milton Keynes Dons (cedido) | Inglaterra | 2016 - 2017   |
| St Johnstone (cedido)       | Escocia    | 2018          |
| Forest Green Rovers         | Inglaterra | 2018-2020     |
| Grimsby Town                | Inglaterra | 2020-presente |